# Toronto FC
Der Toronto Football Club (kurz Toronto FC) ist ein Franchise der Profifußball-Liga Major League Soccer (MLS) aus Toronto, Kanada, das 2006 gegründet wurde. In der Saison 2007 nahm das Team erstmals am Spielbetrieb der MLS teil und konnte 2017 als erstes kanadisches Team die Meisterschaft erringen.
Die Mannschaft gehört zur Maple Leaf Sports & Entertainment Ltd. (MLSE), welche ihren Sitz in der Scotiabank Arena in Toronto hat.

## Geschichte

### Die ersten Jahre 2007 bis 2010
Der Toronto FC war 2007 die 13. Mannschaft, die der Major League Soccer beitrat, und das erste Franchise aus Kanada. In den ersten vier Ligaspielen der Klubgeschichte konnte das Team kein einziges Tor erzielen. Erst am fünften Spieltag, dem 12. Mai 2007, gelang dem Engländer Danny Dichio beim 3:1-Heimsieg gegen Chicago Fire das erste Tor für die rot-weißen Kanadier. Im Gedenken an dieses Tor singen die Fans bis heute Dichios Namen, wenn ein Tor für ihr Team fällt. Trotz der sportlichen Erfolglosigkeit konnte sich Toronto als solide Mannschaft etablieren. Das lag vor allem an der stabilen Struktur im Klub und an dem überaus großen Zuspruch der Fans. In Toronto konnten für die erste Saison bereits 14.000 Dauerkarten abgesetzt werden – ein Rekord in der MLS.
Am Ende der Regular Season 2007 belegte die Mannschaft den siebten und damit letzten Platz in der Eastern Conference und war auch in der Gesamttabelle das schlechteste Team. Die Play-offs konnten so nicht erreicht werden.
Auch die Saison 2008 verlief für die von den italienischstämmigen Anhängern „il bianco-rossi“ getauften Kanadier enttäuschend, wieder landete das Team in der Eastern Conference auf dem letzten Platz. Die Fans standen ihrem Toronto FC dennoch weiter zur Seite und das BMO Field verwandelte sich, einzigartig in der MLS, bei jedem Heimspiel in einen „Hexenkessel“.
Um den Vertreter Kanadas für die CONCACAF Champions League zu ermitteln, wurde 2008 die Canadian Championship eingeführt. Toronto wurde hierbei als Favorit gehandelt, musste sich aber letzten Endes gegen Montreal Impact geschlagen geben.
Am 25. April 2009 kündigte Trainer John Carver aus persönlichen Gründen. Nachfolger wurde Chris Cummins, der ehemalige Leiter der Jugendabteilungen von Luton Town und des FC Watford. Cummins war vorher Co-Trainer von Carver und leitete den Verein vorerst als Interimstrainer.
Die Saison 2009 war, im Gegensatz zu den beiden Vorjahren, von größerem Erfolg gekrönt. Die Mannschaft erreichte in der Regular Season den fünften Platz und verpasste den Einzug in die Play-offs um nur einen Punkt. In dieser Saison konnten die „Reds“ Spieler wie den kanadischen Nationalspieler Dwayne De Rosario oder Sam Cronin verpflichten. De Rosario erzielte elf Tore in seiner ersten Saison. Weitere herausragende Spieler waren Amado Guevara und der schweizerische Torwart Stefan Frei.
Bei der Canadian Championship 2009 setzten sich die Reds gegen Montreal und die Vancouver Whitecaps durch und qualifizierten sich so für die CONCACAF Champions League 2009/10. Dort unterlag die Mannschaft in der Qualifikationsrunde gegen den Puerto Rico Islanders FC.
Nachdem man 2009 wiederum nicht die Play-offs hatte erreichen können, gab die Klubführung die Direktive aus, dieses 2010 zu schaffen. Aus diesem Grund verpflichtete der damalige Manager Mo Johnston den ehemaligen US-amerikanischen Nationalspieler Preki als neuen Trainer. Unter Preki wurde der Spielerkader fast komplett erneuert. Prominenteste Neuverpflichtung war der Spanier Mista.
Durch den Gewinn der Canadian Championship 2010 qualifizierte sich die Mannschaft erneut für die CONCACAF Champions League. In der Vorrunde gewannen die Reds gegen CD Motagua. Am 17. August 2010 konnte das erste Gruppenspiel gegen CD Cruz Azul gewonnen werden. Letztlich belegte die Mannschaft den dritten Gruppenplatz und qualifizierte sich nicht für das Viertelfinale.
Trotz eines relativ guten Starts in die MLS-Saison 2010 landete die Mannschaft, die mit Verletzungen und Motivationsproblemen zu kämpfen hatte, letztlich erneut auf dem fünften Platz der Eastern Conference. Aufgrund des erneut schlechten Abschneidens wurden Mo Johnston und Preki am 17. September 2010 entlassen. Als Interimslösung wurden Earl Cochrane und Nick Dasovic als Trainer ernannt. Die Mannschaft agierte unter Dasovic zwar offener und flexibler, konnte die Saison aber nicht mehr retten. Auch unter den Fans machte sich mittlerweile schlechte Stimmung breit. In mehreren Veranstaltungen der Vereinsführung wurden Versprechungen über eine Besserung der Verhältnisse gemacht.

### 2010 – 2014
Am 3. November 2010 wurden der ehemalige deutsche Nationalspieler und -trainer Jürgen Klinsmann und dessen Firma SoccerSolutions als Berater für die Reds verpflichtet. Damit sollten innerhalb der kommenden sechs Monate ein besseres Spielsystem und eine starke Teamführung gefunden werden. Am 6. Januar 2011 übernahm als erste Folge der Arbeit Klinsmanns der ehemalige niederländische Nationalspieler Aron Winter das Traineramt.
Nachdem die Saison 2011 bis zum Sommer ähnlich erfolglos verlaufen war wie die vorangegangenen und die Qualifikation für die Playoffs nach nur drei Siegen in 19 Spielen bereits außer Reichweite geschienen hatte, verkündete der Klub am 29. Juni 2011 die Verpflichtung des vielfachen deutschen Nationalspielers und ehemaligen Kapitäns von Werder Bremen, Torsten Frings. Auch der niederländische Offensivspieler Danny Koevermans, der zuletzt bei der PSV Eindhoven spielte, wurde als Neuverpflichtung vorgestellt. Doch auch trotz dieser Neuverpflichtungen, konnte die Mannschaft sich nicht für die Play-offs qualifizieren und schloss die Saison auf dem vorletzten Platz in der Eastern Conference ab.
Zum dritten Mal in Folge konnte Toronto am 2. Juli die Canadian Championship für sich entscheiden. Im Finale siegte die Mannschaft über die Vancouver Whitecaps. Damit qualifizierten sich die Reds erneut für die CONCACAF Champions League und trafen in der Preliminary Round (Qualifikationsrunde) auf den Real Estelí FC aus Nicaragua. Dieser konnte mit insgesamt 4:2 geschlagen werden. In der anschließenden Gruppenphase belegte die Mannschaft den zweiten Platz und schaffte den Einzug in das Viertelfinale. Dort traf der Toronto FC auf die Los Angeles Galaxy. Beim Heimspiel im Rogers Centre konnte ein neuer Zuschauerrekord mit 47.658 Besuchern aufgestellt werden. Das Spiel endete 2:2. Dank einem Sieg in Los Angeles erreichte die Mannschaft sogar das Halbfinale, wo allerdings Santos Laguna den Siegeszug stoppte.
Am 8. Januar 2013 trennte sich der Verein von seinem bisherigen Trainer Paul Mariner. Noch am gleichen Tag wurde der Neuseeländer und Trainerneuling Ryan Nelsen als sein Nachfolger präsentiert. Zu dieser Zeit stand Nelsen noch als Spieler bei den Queens Park Rangers unter Vertrag. Das Team wurde daraufhin vorübergehend von Co-Trainer und Director of Player Recruitment Fran O’Leary, der mit Nelsen zusammen verpflichtet wurde, betreut.
Bereits vor Saison 2013 wurde Kevin Payne als neuer General Manager verpflichtet. Payne war in selbiger Position jahrelang bei DC United beschäftigt und maßgeblich an der Gründung der Major League Soccer beteiligt. Allerdings wurde dieser nach nur einer Saison wieder entlassen, da man nicht mit dem eingeschlagenen Weg, welchen Payne für den Toronto FC gewählt hat, einverstanden war. Kurz zuvor wurde mit Tim Leiweke einer Präsident und CEO für die Eigentümergesellschaft Maple Leaf Sports & Entertainment bestätigt. Dieser hatte bereits entscheidend am Transfer von David Beckham nach LA Galaxy im Jahr 2007 mitgewirkt und wollte das Konzept von Spieler-Einkäufen mit großen Namen auch bei Toronto fortsetzen. Auf Payne folgte Tim Bezbatchenko als neuer General Manager.
Unter Bezbatchenko konnte Toronto zwischen den Saisons 2013 und 2014 eine Reihe erfolgreicher Spieler verpflichten. Hierzu zählten der langjährige MLS-Spieler Justin Morrow, der damalige Kapitän der US-Nationalmannschaft Michael Bradley und Dwayne De Rosario. Im Januar 2014 wechselte der englische Nationalspieler Jermain Defoe von Tottenham Hotspur nach Toronto. Wenig später konnte man sich auch den brasilianischen Nationaltorhüter Júlio César als Leihgabe sichern. Nachdem die Saison 2014 sehr erfolgreich hatte begonnen werden können, brach die Leistung nach der Pause, welche durch die Fußball-Weltmeisterschaft 2014 hervorgerufen wurde, ein. Somit wurde Ryan Nelsen als Trainer am 31. August 2014 entlassen. Als Nachfolger wurde Greg Vanney eingestellt. Der ehemalige Fußballspieler war bis 2012 als Assistenztrainer bei CD Chivas USA beschäftigt. Die Saison konnte zwar mit den meisten Liga-Siegen in der Geschichte des Franchises abgeschlossen werden, trotzdem erreichte man auch im achten Jahr in der MLS nicht die Play-offs.

### Erste Play-off-Teilnahme
Im Januar 2015 verließ Defoe nach nur einer Saison die Mannschaft. Als Ersatz konnten der US-Nationalspieler Jozy Altidore und wenig später der italienische Nationalspieler Sebastian Giovinco verpflichtet werden. Trotz eines Startes in die Saison 2015 mit 4 Niederlagen in den ersten 5 Spielen konnten sich die Kanadier am Ende der Regular Season auf den 6. Platz in der Eastern Conference retten. Somit war die erste Teilnahme überhaupt in den MLS Play-offs gesichert. Dort scheiterte man allerdings in der ersten Runde an Montreal Impact. Zudem wurde Sebastian Giovinco, als erster Toronto Spieler, mit dem MLS Golden Boot als erfolgreichster Torschütze der Liga ausgezeichnet. Ferner erhielt er als bester Spieler der MLS-Saison 2015 den Landon Donovan MVP Award und wurde als MLS Newcomer of the Year ausgezeichnet.
Die Saison 2016 konnte der Toronto FC mit einem dritten Platz in der Eastern Conference abschließen. In den anschließenden Play-offs schaffte es die Mannschaft zum ersten Mal in das Finale um den MLS Cup. Dort unterlag man allerdings im Elfmeterschießen den Seattle Sounders.

### MLS Cup 2017
Zur Saison 2017 verpflichtete der Toronto FC die beiden international erfahrenen Spieler Chris Mavinga und Víctor Vázquez. Hinzu wechselte Jason Hernandez als erfahrener MLS-Spieler zu den Kanadiern. Mit nur 5 Niederlagen in 34 Spielen sicherte sich der TFC den ersten Tabellenplatz in der Eastern Conference und zugleich den Titel MLS Supporters’ Shield als erfolgreichstes Team in der Regular-Season 2017.
In den anschließenden Play-offs schaffte es die Mannschaft, wie im Vorjahr, in das Finale. Dort traf man wieder auf die Seattle Sounders. Diesmal allerdings konnten die Kanadier das Spiel mit 2:0 gewinnen und somit zum ersten Mal den MLS Cup holen.
Auch die Canadian Championship konnte gewonnen werden.
Die Saison 2018 konnte jedoch nicht so erfolgreich gestaltet werden. Nachdem man sein Heimspiel gegen die Vancouver Whitecaps mit 1:2 verloren hatte, stand das Verfehlen der Play-offs bereits drei Spieltage vor Ende der Regular Season fest.

## Wappen und Farben
Die offiziellen Farben der Mannschaft sind rot und weiß. Das Wappen besteht aus dem Stadtnamen Toronto, welches über in weißen Buchstaben mit rotem Rand über das Symbol gelegt ist. Dahinter ist ein großes T gesetzt, welches von einem kleinen F und einen C flankiert wird. Auf dem oberen Rand des Wappens befinden sich vier Fünfecke, welche die Form eines Ahornblattes wiedergeben. Das Blatt symbolisiert Kanada.

## Stadion
Der Toronto FC trägt seine Heimspiele im BMO Field in Toronto aus. Das Stadion, welches ein Fassungsvermögen von 30.991 Plätzen hat, wurde im Frühjahr 2007 fertiggestellt. Am 20. September 2006 wurden die Namensrechte an die Bank of Montreal verkauft.
Für die erste Saison des Toronto FC erwartete der Geschäftsführer der MLSE, Richard Peddie, einen Zuschauerschnitt zwischen 13.000 und 15.000. Diese Erwartung wurde übertroffen und ein Schnitt von 20.134 Zuschauern erreicht und auch in der folgenden Saison war nahezu jedes Spiel ausverkauft. Für die Saison 2009 waren, wie bereits im Vorjahr, alle 16.000 Jahreskarten ausverkauft.
In diesem Stadion wurden Spiele der FIFA U20-Weltmeisterschaft 2007, sowie das MLS All-Star Game 2008 gegen West Ham United ausgetragen. 2010 fand hier auch das Endspiel um den MLS Cup statt.
Im Jahr 2025 erreichte der Toronto FC einen Zuschauerschnitt von 20.417 und damit den siebthöchsten der Major League Soccer.

## Klubkultur

### Name und Identität
Nachdem 2005 bekanntgegeben worden war, dass Toronto ein MLS Expansion Team bekommt, wurde der Teamname Toronto FC am 11. Mai 2006 durch die MLSE bekanntgegeben. Im Fußballumfeld steht das FC für Football Club, wobei im Falle von Toronto das FC, auch in offiziellen Dokumenten, nicht ausgeschrieben wird.
Vor der Bekanntgabe gab es eine Online-Umfrage, welchen Namen das neue MLS-Franchise tragen sollte. Zur Auswahl standen die Namen Toronto Northmen, Inter Toronto FC, Toronto Reds und Toronto FC. Hauptgründe für die daraus resultierende Entscheidung der MLSE waren die Tatsache, dass mehr als 40 % für den Vorschlag Toronto FC gestimmt hatten und die Tatsache, dass die Erstellung von Abkürzungen für den Namen besser vonstattengehen würde. Durch diese Abkürzungen würden die Fans sich schneller mit der Mannschaft identifizieren können. In den Medien und von offizieller Seite werden die Spitznamen TFC oder the Reds bevorzugt.

### Fangruppierungen
Der Toronto FC wird seit Beginn an von einer großen Fanbasis unterstützt. Allein die Zuschauerzahlen in den ersten Spielzeiten lagen über den Erwartungen der Eigentümer. Daraus resultieren auch einige Fangruppierungen. Zu den größten gehören die North End Elite, welche im Norden des Stadions, in der Section 127, ihren festen Platz haben. Die Red Patch Boys haben ihren Platz in den Sektionen 111 und 112 im BMO Field. Dieser Teil wird auch der Bunker genannt. Bei Auswärtsspielen ist diese Gruppe am stärksten vertreten.
Weitere Gruppierungen sind die Tribal Rhythm Nation, in der vor allen Dingen Fans mit afrikanischen oder lateinamerikanischen Hintergrund aus der Greater Toronto Area vertreten sind. Der U-Sector war einst die Supportgruppe für die Toronto Lynx und nannte sich vorher Toronto Ultras. Weitere sind die Ultras 114 und GoTFC.

## Organisation und Finanzen

### Besitzer
Die MLSE besitzt neben dem Toronto FC auch die Toronto Maple Leafs (National Hockey League), die Toronto Raptors (National Basketball Association), die Toronto Argonauts (Canadian Football League) und die Toronto Marlies (American Hockey League). Neben diesen Teams ist die Firma noch im Immobilien- und Grundstücksgeschäft tätig. So gehören der MLSE das Air Canada Centre und das Oshawa Gardens. Der Präsident und CEO der MLSE, Keith Pelley, ist auch verantwortlich für den Toronto FC.

### Sponsor
Aktueller Trikotsponsor ist die BMO Financial Group, die auch die Namensrechte am Stadion des Vereins erworben haben. Ausgerüstet wird der Verein von adidas.

## Jugend und Entwicklung

### TFC Academy
Als TFC Academy oder auch KIA Toronto FC Academy wird das Jugend- und Ausbildungsprogramm vom Toronto FC bezeichnet. Es wurde 2008 eingeführt und besteht aus mehreren Mannschaften unterschiedlicher Altersklassen (Senior, Junior, U-16, U-14 und U-12).
Die Seniormannschaft spielt in der League1 Ontario, einer semiprofessionellen kanadischen Liga aus dem Raum Ontario. Trainer der Mannschaft ist Danny Dichio.
Seit Juni 2012 trainieren und spielen alle Academy-Mannschaften auf dem KIA Training Ground, welches sich im Downsview Park in North York befindet. Der KIA Training Ground ist ein Trainingsgelände, welches auch zur MLSE gehört.

### Toronto FC II
Toronto FC II ist ein kanadisches Fußball-Franchise der United Soccer League aus Toronto, Ontario.
Die 2014 gegründete Mannschaft stellt die Reserve des Toronto FC und arbeitet mit der Toronto FC Academy zusammen.

#### Geschichte
Am 22. Januar 2014 unterzeichnete Toronto eine einjährige Partnerschaft mit dem USL-Pro-Team Wilmington Hammerheads. Teil der Vereinbarungen ist es, dass der Toronto FC mindestens vier Spieler über die Saison verteilt an die Hammerheads ausleiht. Des Weiteren wurden hierüber auch geschäftliche Beziehungen enger verknüpft. Die Partnerschaft geht auf eine Vereinbarung zwischen der MLS Reserve Division und der USL Pro zurück.
Im November 2014 gab der Toronto FC bekannt eine eigene Mannschaft für die USL Pro stellen zu wollen. Damit wurde die Partnerschaft mit den Hammerheads nicht weiter fortgesetzt. Diese neue Mannschaft, welche die Reserve und Entwicklungsmannschaft des MLS-Teams sein soll, wird ab der Saison 2015 in der USL Pro antreten. Die Heimspiele wurden im Ontario Soccer Centre in Vaughan ausgetragen. Jason Bent wurde als erster Trainer bestätigt.
Zur Saison 2018 wechselte man für die Austragung der Heimspiele ins BMO Field und Lamport Stadium. Am 2. Juli 2018 wurde bestätigt das der Toronto FC II ab der Saison in der neugeschaffenen USL Division III antreten wird.
Zur Saison 2022 wechselte die Mannschaft in die neugegründete MLS Next Pro.

#### Saisonstatistik
| Jahr | Ligenstufe | Liga                 | Regular Season  | Play-offs          | Zuschauerdurchschnitt |
| ---- | ---------- | -------------------- | --------------- | ------------------ | --------------------- |
| 2015 | 3          | USL Pro              | 11. Platz, East | nicht qualifiziert | 445                   |
| 2016 | 3          | United Soccer League | 13. Platz, East | nicht qualifiziert | 1260                  |
| 2017 | 2          | United Soccer League | 15. Platz, East | nicht qualifiziert | 1089                  |
| 2018 | 2          | United Soccer League | 16. Platz, East | nicht qualifiziert | 810                   |
| 2019 | 3          | USL League One       | 7. Platz, East  | nicht qualifiziert | 154                   |
| 2021 | 3          | USL League One       | 7. Platz, East  | nicht qualifiziert | 0                     |
| 2022 | 3          | MLS Next Pro         | 2. Platz, East  | nicht qualifiziert | 0                     |
| 2023 | 3          | MLS Next Pro         | 11. Platz, East | nicht qualifiziert | 0                     |
| 2024 | 3          | MLS Next Pro         | 12. Platz, E    | nicht qualifiziert | 0                     |

## Spieler und Mitarbeiter

### Aktueller Profikader
Stand: Mai 2025
| Nr. |                     | Position | Name                |
| --- | ------------------- | -------- | ------------------- |
| 1   | Vereinigte Staaten  | TW       | Sean Johnson        |
| 2   | Vereinigte Staaten  | AB       | Henry Wingo         |
| 5   | Irland              | AB       | Kevin Long          |
| 6   | Kanada              | MF       | Kosi Thompson       |
| 7   | Kanada              | ST       | Theo Corbeanu       |
| 8   | England             | MF       | Matty Longstaff     |
| 9   | Norwegen            | ST       | Ola Brynhildsen     |
| 11  | Vereinigte Staaten  | ST       | Derrick Etienne Jr. |
| 12  | England             | AB       | Zane Monlouis       |
| 14  | Spanien             | MF       | Alonso Coello       |
| 15  | Frankreich          | AB       | Nicksoen Gomis      |
| 16  | Trinidad und Tobago | ST       | Tyrese Spicer       |
| 17  | Norwegen            | AB       | Sigurd Roested      |

| Nr. |                    | Position | Name                   |
| --- | ------------------ | -------- | ---------------------- |
| 19  | Kanada             | AB       | Kobe Franklin          |
| 20  | Honduras           | MF       | Deybi Flores           |
| 21  | Kanada             | MF       | Jonathan Osorio        |
| 22  | Kanada             | ST       | Richie Laryea          |
| 23  | Spanien            | MF       | Maxime Dominguez       |
| 24  | Italien            | ST       | Lorenzo Insigne        |
| 25  | Kanada             | MF       | Nathaniel Edwards (HG) |
| 28  | Italien            | AB       | Raoul Petretta         |
| 29  | Kanada             | ST       | Deandre Kerr           |
| 38  | Vereinigte Staaten | ST       | Charlie Sharp          |
| 71  | Kanada             | MF       | Markus Cimermancic     |
| 76  | Kanada             | AB       | Lazar Stefanovic       |
| 77  | Kanada             | TW       | Adisa De Rosario       |

### Trainerstab
Stand: 18. Juli 2022
- Robin Fraser (Cheftrainer)
- Paul Stalteri (Assistenztrainer)
- Jason deVos (Assistenztrainer)
- John Conway (Torwarttrainer)

### Bisherige Trainer
| Nationalität             | Name                  | Amtszeit            |
| ------------------------ | --------------------- | ------------------- |
| Schottland               | Mo Johnston           | 25.08.06 – 01.02.08 |
| England                  | John Carver           | 01.02.08 – 25.04.09 |
| England                  | Chris Cummins         | 29.04.09 – 27.10.09 |
| Vereinigte Staaten       | Predrag Radosavljević | 19.11.09 – 14.09.10 |
| Kanada                   | Nick Dasovic          | 14.09.10 – 06.01.11 |
| Niederlande              | Aron Winter           | 06.01.11 – 07.06.12 |
| England                  | Paul Mariner          | 07.06.12 – 08.01.13 |
| Neuseeland               | Ryan Nelsen           | 08.01.13 – 31.08.14 |
| Vereinigte Staaten       | Greg Vanney           | 31.08.14 – 01.12.20 |
| Vereinigte Staaten       | Chris Armas           | 13.01.21 – 04.07.21 |
| [[Datei:\|30px]] Spanien | Javier Perez          | 05.07.21 – 23.11.21 |
| Vereinigte Staaten       | Bob Bradley           | 24.11.21 – 26.06.23 |
| Kanada                   | Terry Dunfield        | 26.06.23 – 30.09.23 |
| England                  | John Herdman          | 01.10.23 – 29.11.24 |

## Erfolge
- Canadian Championship
  - Sieger (8): 2009, 2010, 2011, 2012, 2016, 2017, 2018, 2020

- Major League Soccer
  - Sieger (1): 2017

## Statistiken

### Saisonbilanz
| Saison | Regular Season  | Play-offs          | Canadian Championship | CONCACAF Champions League     |
| ------ | --------------- | ------------------ | --------------------- | ----------------------------- |
| 2007   | 7. Platz (Ost)  | nicht qualifiziert | nicht ausgetragen     |                               |
| 2008   | 7. Platz (Ost)  | nicht qualifiziert | Zweiter               | nicht qualifiziert            |
| 2009   | 5. Platz (Ost)  | nicht qualifiziert | Sieger                | Preliminary Round (2009/2010) |
| 2010   | 5. Platz (Ost)  | nicht qualifiziert | Sieger                | Gruppenphase (2010/2011)      |
| 2011   | 8. Platz (Ost)  | nicht qualifiziert | Sieger                | Halbfinale (2011/2012)        |
| 2012   | 10. Platz (Ost) | nicht qualifiziert | Sieger                | Gruppenphase (2012/2013)      |
| 2013   | 9. Platz (Ost)  | nicht qualifiziert | Halbfinale            | nicht qualifiziert            |
| 2014   | 7. Platz (Ost)  | nicht qualifiziert | Finale                | nicht qualifiziert            |
| 2015   | 6. Platz (Ost)  | Viertelfinale      | Halbfinale            | nicht qualifiziert            |
| 2016   | 3. Platz (Ost)  | Finale             | Sieger                | nicht qualifiziert            |
| 2017   | 1. Platz (Ost)  | Sieger             | Sieger                | nicht qualifiziert            |
| 2018   | 9. Platz (Ost)  | nicht qualifiziert | Sieger                | Finale                        |
| 2019   | 4. Platz (Ost)  | Finale             | Finale                | Achtelfinale                  |
| 2020   | 2. Platz (Ost)  | 1. Runde           | Sieger                | nicht qualifiziert            |
| 2021   | 13. Platz (Ost) | nicht qualifiziert | Finale                | Viertelfinale                 |
| 2022   | 13. Platz (Ost) | nicht qualifiziert | Finale                | nicht qualifiziert            |
| 2023   | 15. Platz (Ost) | nicht qualifiziert | Viertelfinale         | nicht qualifiziert            |
| 2024   | 14. Platz (Ost) | nicht qualifiziert | Finale                | nicht qualifiziert            |

1. ↑  Der Wettbewerb begann jeweils im Herbst des vorherigen Jahres. Bis 2008 unter dem Namen CONCACAF Champions' Cup. Seit dem Jahr 2018 findet er im Kalenderjahr statt.

### Vereinsrekorde
Diese Rekorde beziehen sich auf die Regular Seasons:
- Meiste Spiele:  Jonathan Osorio, 381 (noch aktiv)
- Meiste Tore:  Sebastian Giovinco, 83

Stand: 29. Mai 2025

### Besucherschnitt
- 2007: 20.130[28]
- 2008: 20.108
- 2009: 20.344
- 2010: 20.453
- 2011: 20.267
- 2012: 18.681
- 2013: 18.125
- 2014: 22.086
- 2015: 23.432
- 2016: 26.583
- 2017: 27.647
- 2018: 26.628
- 2019: 25.048
- 2020: 13.783
- 2021: 7.898
- 2022: 25.423
- 2023: 25.310
- 2024: 25.681